# Kasumi-Küste
Koordinaten: 35° 39′ N, 134° 37′ O
Die Kasumi-Küste (japanisch 香住海岸 Kasumi-kaigan) liegt im Norden der japanischen Präfektur Hyōgo am Japanischen Meer. Sie ist Teil des San’in Kaigan UNESCO Global Geoparks und San’in-Kaigan-Nationalparks. Zudem ist sie Teil eines als Ecologically or Biologically Significant Marine Area (EBSA) klassifizierten Küstenabschnittes und seit dem 30. Mai 1938 als Landschaftlich Schöner Ort ausgewiesen.

## Beschreibung und Landmarken
Die Kasumi-Küste erstreckt sich über rund zehn Kilometer von der Landspitze Isazaki in Kasumi-ku innerhalb der Gemeinde Kami im Landkreis Mikata bis Obiki-no-hana. Die Küste ist mit unzähligen Klippen, Höhlen und Felsen gesäumt. In den Buchten finden sich auch Sandstrände wie der Kasumi-Strand.
Zu den zahlreichen Landmarken zählen von Westen nach Osten:
- Ao-no-hiroba (青の広場)
- Megane-Dōmon (めがね洞門, „Brillenhöhle“), eine aufgrund zweier Bögen an eine Brille erinnernde Felsformation auf einer kleinen Insel[5]
- Matsugasaki (松ヶ崎百層崖), eine Landspitze mit steiler Felsenklippe
- die Kinugasa-Höhle (衣笠洞穴)
- Kujaku-Dōmon (くじゃく洞門, „Pfauen-Höhle“)
- Yoroi-no-sode (鎧の袖), ein staatlich ausgewiesenes Naturdenkmal
- der Oppase-Strand (オッパセ浜)
- Sui-no-dōmon (須井の洞門)
- der Kasumi-Moai, eine an einen Moai erinnernde Felsformation
- Mitahama (三田浜海水浴場), ein Sandstrand und dem gegenüberliegend die kleinen Felseninseln Tajima-Matsushima (但馬松島)
- Bentenjima (弁天島) und Kasumi-yottsu-shima (香住四つ島, „Kasumi-Vier-Inseln“), weitere kleine Inseln
- die Fußabdruckfossilien von Shimohama (下浜の足跡化石)[6]
- der Kasumi-Strand (香住浜海水浴場)
- der Okami-Park (岡見公園)
- die Inseln Kuroshima und Shiraishijima und der davorgelegene Imagoura-Strand (今子浦海水浴場)
- Obiki-no-hana (大引きの鼻), eine Landspitze

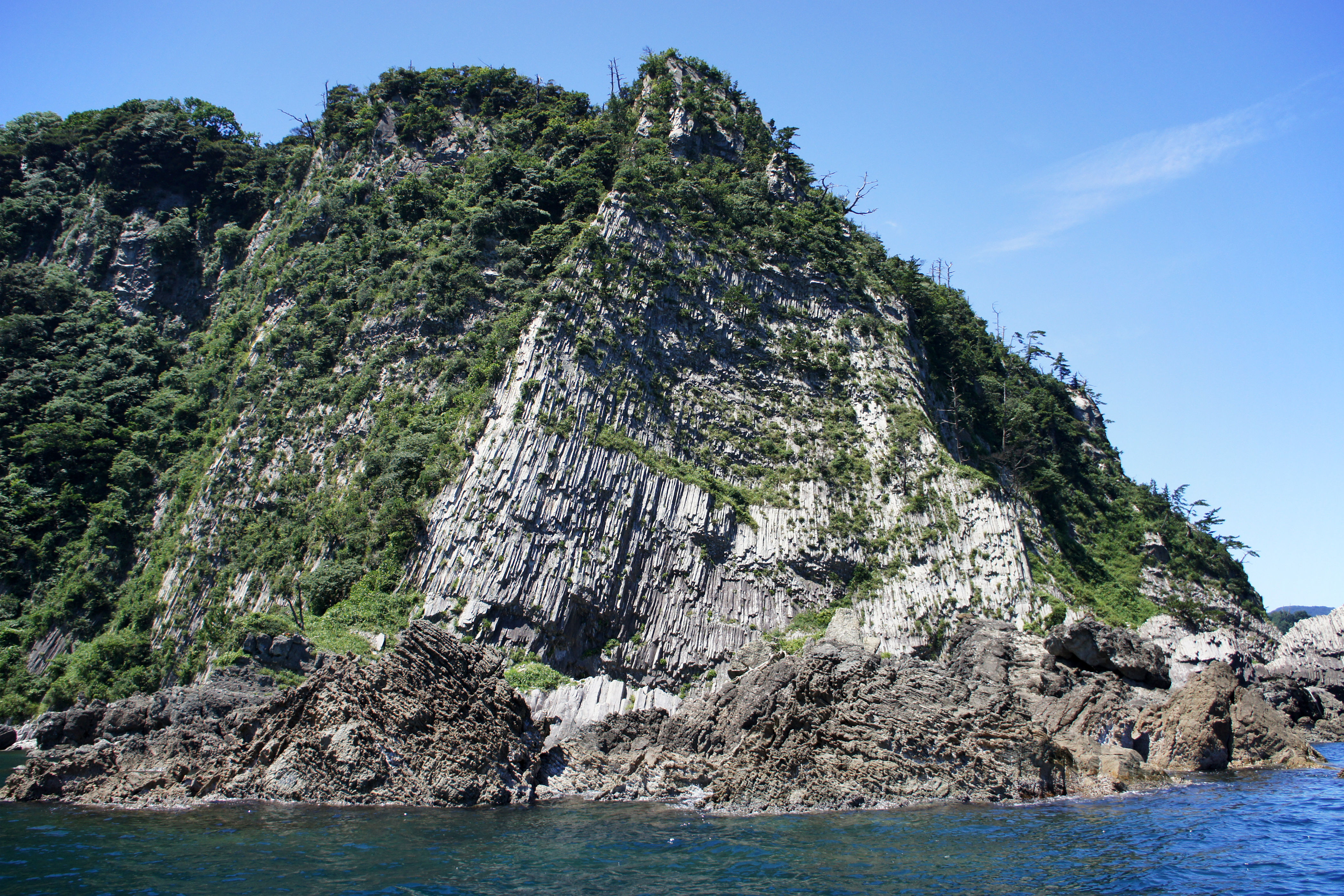
Yoroi-no-sode
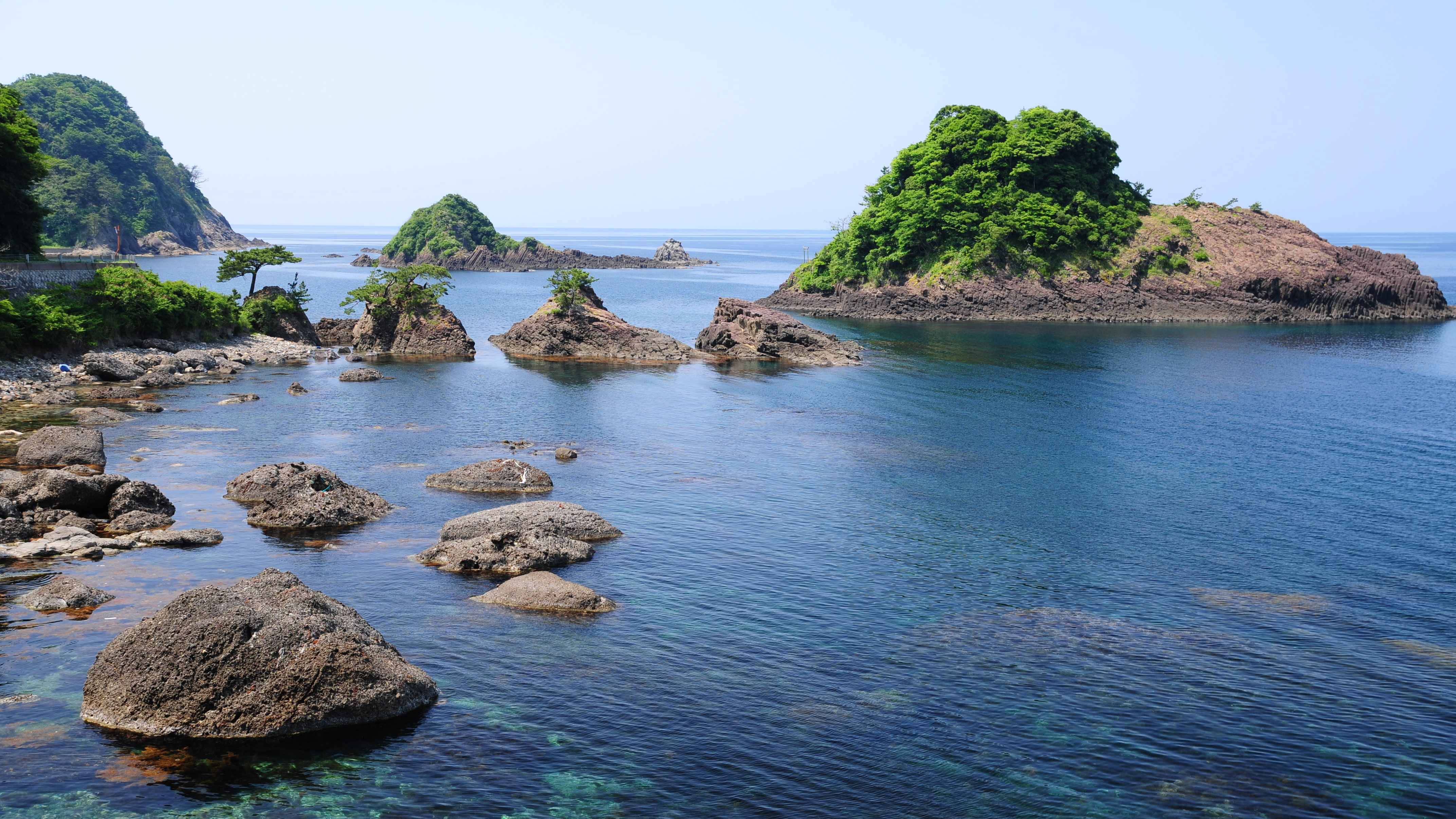
Tajima-Matsushima
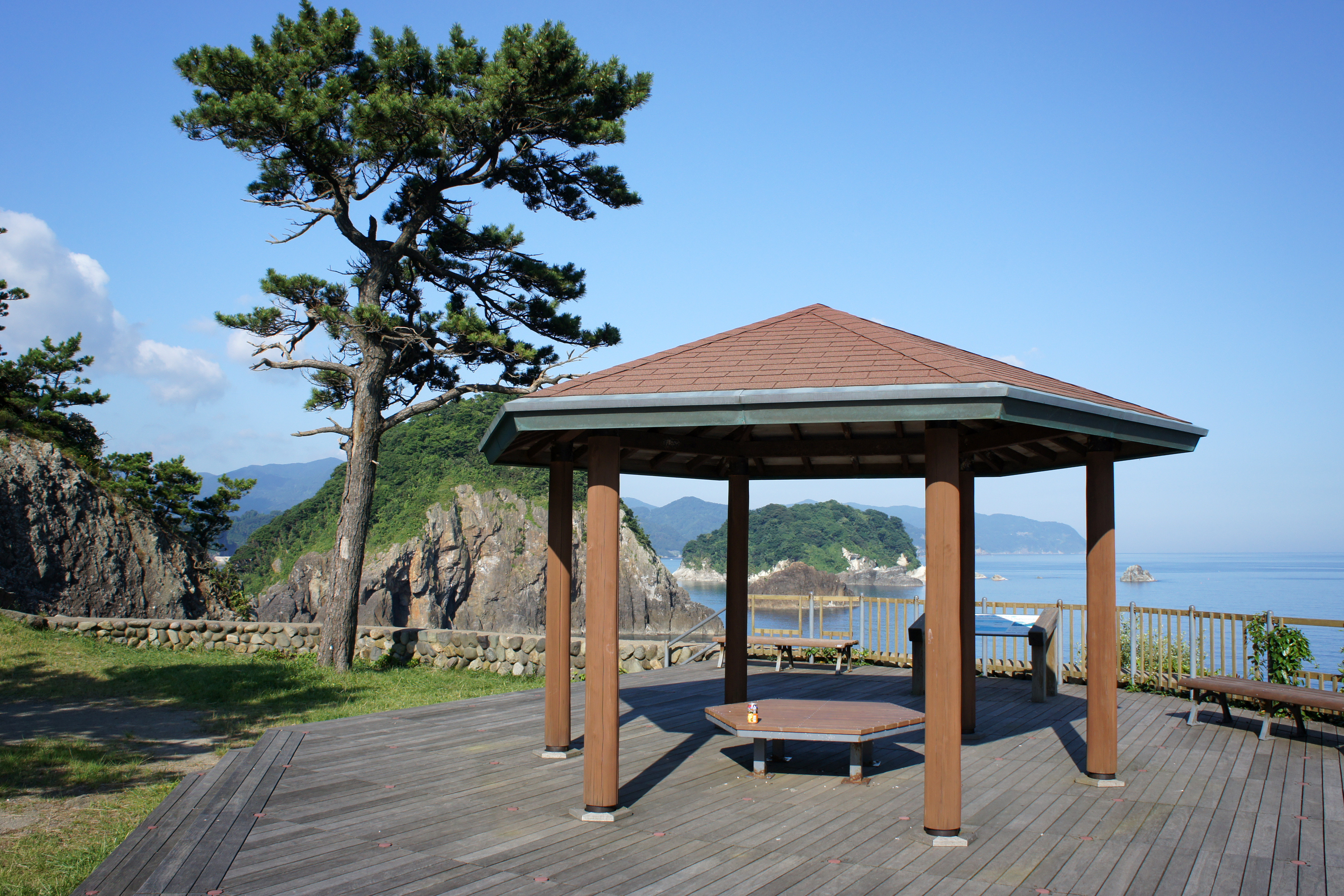
Aussichtsplattform bei Obiki-no-hana

## Tourismus
Zu den Besuchereinrichtungen entlang der Küste zählt das Kami Town Geo-Park and Ocean Culture Center.

## Verkehr
Entlang der Küste verläuft die San’in-Hauptlinie, die von der West Japan Railway Company betrieben wird. Die an der Küste gelegenen Bahnhöfe sind von Westen nach Osten Amarube, Yoroi, Kasumi, Shibayama und Satsu.